# Carlos Borcosque (hijo)
Carlos Francisco Borcosque (Buenos Aires, 13 de abril de 1943-Buenos Aires, 22 de mayo de 2023)fue un director de cine y guionista argentino. Hijo del director de cine chileno Carlos Borcosque.

## Carrera profesional
Comenzó a trabajar en el cine como actor dirigido por su padre en Volver a la vida (1951) y Mientras haya un circo (1958). Luego fue ayudante de dirección, guionista, argumentista, productor y director. 

## Filmografía

### Director
- Dulces noches de Buenos Aires (2014).
- Argentina es tango (1988).
- Las esclavas (1987).
- Los gatos (prostitución de alto nivel) (1985).
- Crucero de placer (1980).
- …Y mañana serán hombres (1979).
- El soltero (1977).
- Santos Vega (1971).
- La gran felicidad (1966).

### Ayudante de dirección
- La mujer de tu prójimo (1966).
- Un italiano en la Argentina (1965).
- Circe (1964).
- La sentencia (1964) (practicante de asistente del director).
- Pesadilla (1963).
- El mago de las finanzas (1962).
- El noveno mandamiento (1962).
- Delito (1962) (practicante de asistente del director).
- Los venerables todos (1962) Pesadilla (1963).

### Guionista
- Las esclavas (1987).
- Los gatos (Prostitución de alto nivel) (1985).
- Voy a hablar de la esperanza (1980).
- …Y mañana serán hombres (1979).
- La colimba no es la guerra (1972).

### Productor
- …Y mañana serán hombres (1979).
- Los chiflados dan el golpe (1975).
- Los chiflados del batallón (1975).

### Asistente de productor
- La cifra impar (1962).

### Actor
- Mientras haya un circo (1958).
- Volver a la vida (1951).